# Jifjafa-angrebet
Jifjafa-angrebet (11.–14. april 1916) var en langdistance forebyggende operation udført af en sammensat styrke fra det Britiske Imperium mod styrker fra det Osmanniske Rige ved Jifjafa brønden i Sinaiørkenen under Sinai og Palæstina-felttoget i 1. Verdenskrig.
Jifkafa brønden (Bir el Jifjafa) ligger i Sinaiørkenen 83 km øst for Ismailia, der ligger ved Suez-kanalen. Angrebet blev udført af mænd fra 3. lette beredne brigade støttet med små afdelinger fra andre korps og en større gruppe fra det egyptiske kamel transportkorps. Selv om nogle af australierne havde været i kamp under slaget ved Gallipoli, var dette den første offensive operation, som blev udført af australske styrker under felttoget i Sinai og Palæstina.
Angrebet var en fuld succes for briterne. For prisen af en dræbt dræbte de seks og tog yderligere 36 til fange udover at de ødelagde brøndens infrastruktur. Angriberne vendte sikkert tilbage til deres egne linjer. I anerkendelse af deres bedrift blev Major William Henry Scott, lederen af angrebet, tildelt Distinguished Service Order.

## Baggrund
Bir el Jifjafa eller Jifjafa brønden ligger langs den centrale af de tre traditionelle veje gennem Sinai-ørkenen. Den ligger 83 km øst for Ismailia, der ligger ved Suez-kanalen, Jifjafa ligger omtrent halvvejs mellem kanalen og Magdhaba, som ligger nær grænsen mellem Egypten og Palæstina. Den centrale rute, som snor sig gennem bjergene til brønden som ligger i 300 meter højde over havet, var i antikken den mest anvendte vej gennem ørkenen.
I januar 1916 havde britiske agenter rapporteret, at der var en osmannisk styrke på omkring 25.000 mand i Sinai, hvilket bekræftede den britiske overkommandos tro på at et osmannisk angreb på Suez-kanalen var nært forestående. Luftrekognoscering syntes at bekræfte efterretningerne og rapporterede, at Beersheba var en stor militærlejr hvor den osmanniske armë allerede var i færd med at grave skyttegrave og andre forsvarsværker.
Efter rapporter fra Royal Flying Corps (RFC) og spioner om en osmannisk post, der var ved at blive opbygget ved Jifjafa brønden fik brigadegeneral John Antill, som havde kommandoen over 3. lette beredne brigade ordre til at sende en enhed afsted for at undersøge sagen. Den fik til opgave at ødelægge de to brønde, som man mente blev forsvaret af tungt artilleri, og om muligt erobre stillingen. Sekundært skulle den rapportere om andre brønde eller vand i området, forsvarsstillinger som var bygget eller under opførelse, anden information af militær betydning og endelig om muligt tilfangetagelse af fjendtligt personel eller indbyggere. Styrken blev ledet af Major William Henry Scott, næstkommanderende for 9. australske lette beredne regiment (9th LHR). Sammen med han i styrkens hovedkvarter var kaptajn Macaulay, en stabsofficer ved 2. australske division. Kaptajn Albert Ernest Wearne fra 8. lette beredne regiment, kaptajn Ayris fra hovedkvarteret for 3. lette beredne brigade. 9. og 8. lette beredne regiment leverede kampsoldaterne i form af yderligere 8 officerer og 122 mand. Til støtte for dem bidrog den beredneANZAC division med ingeniører, 1 officer og 8 mand. Royal Flying Corps bidrog med en signalenhed på to officerer og 2 mand. Radiokommunikation blev sikret af en radiosektion fra Royal Engineers med 1 officer og 8 mand. Sanitetsstørre kom fra 3. lette beredne brigades feltambulance, 1 officer og 8 mand. Yderligere transport kom fra det Egyptiske kameltransportkorps (ECTC), 1 officer, 31 lette beredne hestedrivere og 95 egyptiske drivere. Australian Army Service Corps bidrog med en forsyningsofficer. Til at beskytte ECTC bidrog Bikanir kamelkorpset med en officer og 24 mand. Der var også to guider og en arabisk tolk. Styrken var i alt på 18 officerer, 302 mand, 175 heste og 261 kameler. Australierne og newzealænderne havde gennemført nogle rekognosceringspatruljer i ørkenen, men denne ville blive deres første offensive aktion.
En anden flyrekognoscering den 9. april rapporterede at Jifjafa kunne være blevet evakueret, da der ikke sås nogle mænd men telte og udstyr var der stadig. Yderligere efterretninger meldte om osmanniske garnisoner i området på 900 mand ved Hassana, 50 ved Bir el Hamma og 200 ved Nekhel.

## Angrebet

### Anmarch
Scotts styrke brød op til angreb lige efter kl. 14 den 11. april 1916. I overensstemmelse med sædvanlig praksis for beredne styrker red de i 50 minutter og så gik de i 10 minutter af hver time så deres ridedyr kunne hvile. De holdt rast kl. 17 for at fodre dyrene og fortsatte igen kl. 19.30. De gjorde til sidst holdt for natten ved Wady um Muksheib kl. 22.30.
Den følgende dag brød styrken op kl. 7.30 i retning af en kendt vand ressource, som var blevet rekognosceret tidligere på året af en patrulje fra den beredne ANZAC division. De beredne tropper ankom hertil kl. 11.20, men de langsommere kameler ankom først to timer senere. Mens de ventede på kamelerne blev der sendt patruljer ud for at se efter tegn på beduinaktivitet og vand. Styrken fortsatte herefter i nord-nordøstlig retning indtil den gjorde holdt kl. 2.30 den 13. april 13 km fra brønden. Denne lejr blev deres fremskudte operationsbase, hvor ingeniørtroppernes radiosektion og kameltransporten ville vente mens det lette beredne styrker gennemførte angrebet. Angrebsstyrken tog afsted tre timer senere og ankom til Hill 1082 klokken 7.30. Her gjorde de holdt mens de ventede på at et fly rekognoscerede ved brønden. Flyet kom 30 minutter senere og nedkastede en meddelelse om at vejen var fri. I dette tidsrum fandt styrken også, i overensstemmelse med den sekundære del af deres ordrer, adskillige vand ressourcer i størrelsesordenen 235 m³. Styrken fortsatte med at etablere deres base ved Hill 1080, lige udenfor synsvidde af Jifjafa brønden. Flyrekognosceringen havde rapporteret at indbyggerne gik i dækning hver gang et fly nærmede sig, så man mente at en fjendtlig styrke stadig holdt brønden besat og angrebet blev planlagt til den følgende dag, 13. april kl. 9.00.

### Angrebet
Denne stilling gjorde det muligt for Scott at gennemføre en nær rekognoscering af de osmanniske stillinger ved hjælp af kikkerter, og han kunne planlægge sit angreb. En trop skulle gå i stilling 1½ km nordvest for brønden. En anden trop skulle bevæge sig rundt til sydvest for brønden. En tredje trop skulle placere sig syd for brønden mens en fjerde skulle gennemføre et frontalangreb med støtte fra en maskingeværsektion fra deres nuværende position. Fire mand fra angrebsstyrken blev sendt af sted for at beskytte ingeniørtropperne og fire skulle beskytte maskingeværsektionen.
Da angrebet begyndte trak en osmannisk vagt sig tilbage til brønden da han så dem. Resten af brøndens forsvarere forlod stillingen, nogle i retning af bakkerne og andre mod sydøst, væk fra brønden. De som gik retning af bakkerne blev afskåret af de tropper, som var placeret her og hele kampen foregik her. Under denne blev seks osmanniske soldater dræbt og fem såret. Efterfølgende blev adskillige taget til fange, heriblandt en østrigsk ingeniørofficer og 34 soldater. Den østrigske officer afslørede, at den osmanniske garnison bestod af en osmannisk officer, 25 soldater og 15 mand fra det osmanniske arbejdskorps. Soldaterne var fra 2. kompagni af 4. bataljon i 79. regiment. Så angrebet havde ramt hele garnisonen bortset fra to mand, som blev set ride bort mod øst. Tabene for angriberne var en mand og en hest dræbt. Det var den første soldat den lette beredne styrke havde mistet under felttoget i Sinai og Palæstina.
Brønden bestod af tre borehuller og vandindvindings udstyr, som blev ødelagt. Ligeledes blev andet udstyr og forsyninger, som var oplagret omkring lejren, heriblandt 4.000 patroner. Da angrebsstyrken undersøgte de osmanniske stillinger fandt de tre skyttegravssystemer, som endnu ikke var færdiggjort og et betonfundament til en antiluftskyts kanon. Kl. 12 indledte angrebsstyrken sin tilbagetrækning til Suez-kanalen, dækket af en bagtrop. De gjorde hyppige stop af hensyn til kamelerne og gjorde holdt for natten kl. 22.30. Den følgende dag, 14. april, vendte styrken sikkert tilbage til egne linjer.

## Efterspil
Adskillige af de som deltog i angrebet blev omtalt i depecher i Scotts rapport. For sin egen indsats modtog Scott en Distinguished Service Order. Tildelingen lød: "For iøjnefaldende evne og godt arbejde. Han anførte en lille kolonne der skulle rekognoscere en fjern fjendtlig post, angreb den, dræbte adskillige af fjenderne og bragte 38 fanger tilbage, herunder den ledende officer. Hans planer var så vel tilrettelagte at han opnåede dette for tabet af blot en mand og en hest". Detaljerne om angrebet blev, selv om det i tiden kun var en mindre begivenhed, offentliggjort i London Times og New York Times.